# She Loves Me Not (film 1934)
She Loves Me Not è un film del 1934 diretto da Elliott Nugent.